# 兵庫県道262号岸田諸寄線
兵庫県道262号岸田諸寄線（ひょうごけんどう262ごう きしだもろよせせん）は、兵庫県美方郡新温泉町を通る一般県道である。

## 概要
美方郡新温泉町岸田から美方郡新温泉町諸寄に至る。

### 路線データ
- 起点：美方郡新温泉町岸田（鳥取県道・兵庫県道103号若桜湯村温泉線交点）
- 終点：美方郡新温泉町諸寄（国道178号交点、兵庫県道168号諸寄停車場線終点）
- 総延長：14.603 km
- 通行不能区間：美方郡新温泉町千原 - 美方郡新温泉町諸寄

## 路線状況

### 重複区間
- 国道9号（美方郡新温泉町千谷 - 美方郡新温泉町千原）
- 兵庫県道168号諸寄停車場線（美方郡新温泉町諸寄）

## 地理

### 通過する自治体
- 美方郡新温泉町

### 交差する道路
| 交差する道路                                     | 交差する場所 | 交差する場所 |
| ------------------------------------------------ | ------------ | ------------ |
| 鳥取県道・兵庫県道103号若桜湯村温泉線            | 岸田         | 起点         |
| 国道9号 重複区間起点                             | 千谷         |              |
| 国道9号 重複区間終点                             | 千原         |              |
| 通行不能区間                                     |              |              |
| 兵庫県道168号諸寄停車場線 重複区間起点           | 諸寄         |              |
| 国道178号 兵庫県道168号諸寄停車場線 重複区間終点 | 諸寄         | 終点         |

### 交差する鉄道
- 山陰本線

### 沿線
- 八田郵便局
- JR西日本山陰本線 諸寄駅